# 結 (単位)
結（キョル、けつ）は、朝鮮半島で使われた面積の単位。

## 概要
李氏朝鮮時代の太祖4年(1395年)当時において1結＝約10000㎡の広さであった。世宗26年(1444年)に貢法が確定し全分六等法が行われると1結は一等地で2753坪、六等地で11035坪であった。
科田法においては1結の生産高を20石(約300斗)とし、貢法においては1結の生産高を400斗と算定された。